# Моропусы
Моропусы (лат. Moropus, от др.-греч. μωρός «глупый» и -πους «-ногий»; «с нелепыми ногами») — вымерший род млекопитающих отряда непарнокопытных, близкий к халикотериевыем. Моропусы обитали в Северной Америке в период от 23 до 5 миллионов лет назад. В отличие от современных представителей отряда, у которых на ногах копыта, у моропусов и халикотериев в ходе эволюции на пальцах появились длинные когти. Моропусы были крупнее лошадей, но напоминали их по телосложению. Передние конечности моропусов были несколько длиннее задних, из-за чего линия спины спадала вниз. Эти животные не были быстрыми бегунами. Когти, расположенные на каждом из пальцев, при ходьбе могли втягиваться как у кошки. Невыясненным остаётся предназначение когтей. Не исключено, что с их помощью моропусы разрывали землю в поисках корешков. Другой версией является то, что они становились на задние лапы и срывали когтями листья и ветки с деревьев.